# Pandemia de COVID-19 nas Comores
Este artigo documenta os impactos da pandemia de COVID-19 nas Comores pode não incluir todas as principais respostas e medidas contemporâneas.

## Cronologia
Em 30 de abril o primeiro caso foi confirmado. Em 4 de maio a primeira morte foi anunciada.